# Sposalizio della Vergine (Romanino)
Lo Sposalizio della Vergine è un dipinto a olio su tela (214x170 cm) del Romanino, databile al 1540-1545 e conservato a Brescia, presso la sede del Banco di Brescia nel palazzo Martinengo di Villagana.

## Storia
L'opera venne commissionata dalla nobile famiglia bresciana dei Rampinelli, il cui stemma campeggia nel centro della chiave dell'arco che fa da sfondo alla scena, nella prima metà del Cinquecento, molto probabilmente per adornare l'altare maggiore della Scuola di San Giuseppe nella basilica di Santa Maria degli Angeli di Gardone Val Trompia. La conferma di questo può essere facilmente dedotta dall'iconografia tipicamente francescana.

## Descrizione e stile
Pur essendo una replica tarda della tavola di eguale soggetto custodita nella chiesa di San Giovanni Evangelista a Brescia, in cui lo stemma dei committenti è però quello dei Martinengo, è un'opera di alta qualità e testimonia la tendenza del Romanino a ritornare, con spirito più maturo e corsivo, sui temi già affrontati negli anni giovanili.
Lo smalto giorgionesco del Romanino della simile tavola in San Giovanni Evangelista è qui invece incupito nelle inquietudini e nelle semplificazioni della maturità, ricordando da vicino quello delle ante dell'organo nel Duomo nuovo di Brescia, commissionate a partire dal 1533.